# Thanatus pinnatus
Thanatus pinnatus är en spindelart som beskrevs av Jean-François Jézéquel 1964. Thanatus pinnatus ingår i släktet Thanatus och familjen snabblöparspindlar.
Artens utbredningsområde är Elfenbenskusten. Inga underarter finns listade i Catalogue of Life.